# Burg Ruppin
Die Burg Ruppin (auch Planenburg) war eine deutsche Niederungsburg des Mittelalters. Sie bildete bis in das 16. Jahrhundert das politische Zentrum der Herrschaft Ruppin und des daraus entstandenen Kreises Ruppin. Der Burgstall befindet sich im Ortsteil Alt Ruppin der Stadt Neuruppin im Nordwesten des Landes Brandenburg.

## Lage
Die Burg Ruppin befand sich auf dem Amtswerder von Alt Ruppin, einer Halbinsel im Norden des Ruppiner Sees bei der Einmündung des Rhins. Sie deckte den hier möglichen Übergang über die Ruppiner Seenkette (Tornowsee, Zermützelsee, Ruppiner See, Bützsee und andere), die das Ruppiner Land teilt. Dem Amtswerder vorgelagert ist die Insel Poggenwerder. Dort befand sich bis in das 12. Jahrhundert die Slawenburg Ruppin, die vermutlich der Hauptsitz des wendischen Stammes der Zamzizi war.

## Geschichte
Nach der Inbesitznahme des Ruppiner Landes durch deutsche Adlige wurde um 1200 die Burg Ruppin als Sitz der Herren zu Ruppin errichtet. Graf Gebhard von Arnstein (* 1180/1209; † um 1256), ein Urenkel Albrechts des Bären, ist der erste historisch belegte Herr zu Ruppin. Er gelangte um 1214 in den Besitz der Herrschaft, baute die Burg Ruppin aus und nahm 1240 dort seinen ständigen Wohnsitz. Die Nachkommen Gebhards aus dem Adelsgeschlecht der Grafen von Lindow-Ruppin blieben bis 1524 im Besitz der Herrschaft, als mit dem Tod des Grafes Wichmann das Adelsgeschlecht erlosch und die Herrschaft an den Kurfürsten von Brandenburg fiel. Die Burg war nie erobert worden.
Nach 1524 hatten die Landeshauptleute des Kreises Ruppin und die Alt Ruppiner Amtsleute ihren Sitz in der Burg. Von 1572 bis 1573 war die Burg Wohnsitz von Kurfürstin Hedwig, der Witwe des Kurfürsten Joachim II. von Brandenburg. In der Zeit des Dreißigjährigen Krieges begann, vermutlich durch Brandeinwirkung, der Verfall der Burg. Das Dach des letzten verbliebenen Gebäudes stürzte 1779 ein. 1788 wurde das Burggelände als Steinbruch freigegeben. Die Trümmer wurden unter anderem für den Bau des Amtshauses von Alt Ruppin auf dem Burggelände sowie für den Wiederaufbau Neuruppins nach einem Stadtbrand verwendet.

## Beschreibung
Die Burg Ruppin soll eine der größten Burgen der Mark Brandenburg gewesen sein. Sie wurde oval als Wasserburg angelegt und frühzeitig zu einem Schloss ausgebaut. Die Burg wurde von einer Ringmauer umgeben, zu der etwa 20 runde Wiekhäuser und ein Torturm gehörten. Den Zugang von Norden schützte eine Vorburg. Der innere Burghof wurde von einem Hauptturm und drei zweistöckigen Flügelbauten umgeben. In den Gebäuden befanden sich neben Wohnräumen eine Kapelle und ein Rittersaal. Die Burg Ruppin ist als Bodendenkmal mit der Nummer 100121 in die Denkmalliste des Landes Brandenburg eingetragen.